# Morana epastifrons
Espèce
Morana epastifrons est une espèce de coléoptères de la famille des Staphylinidae et de la sous-famille des Pselaphinae.

## Répartition et habitat
Cette espèce est décrite du Zhejiang, en Chine.